# ロバート・インディアナ

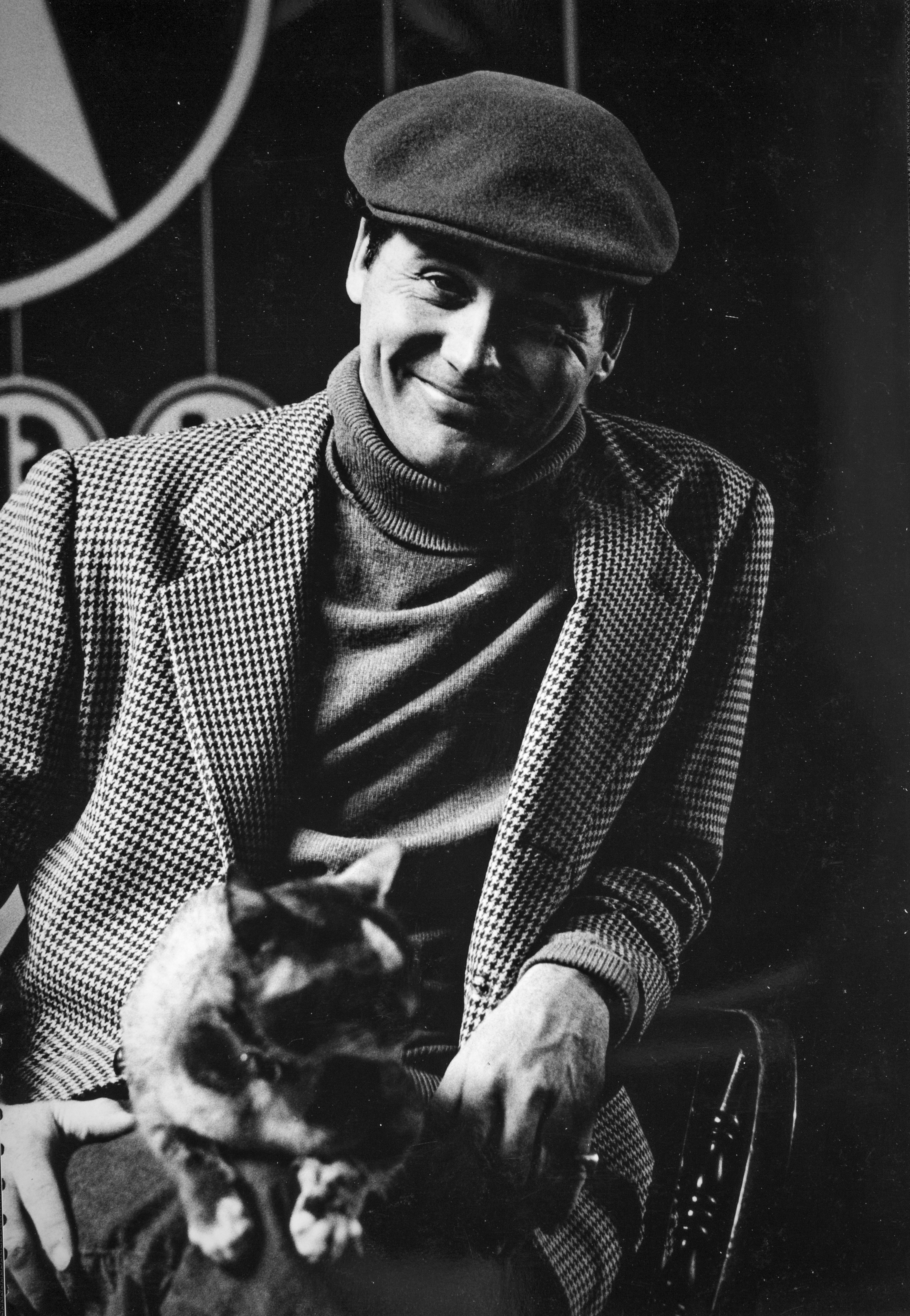
Robert Indiana

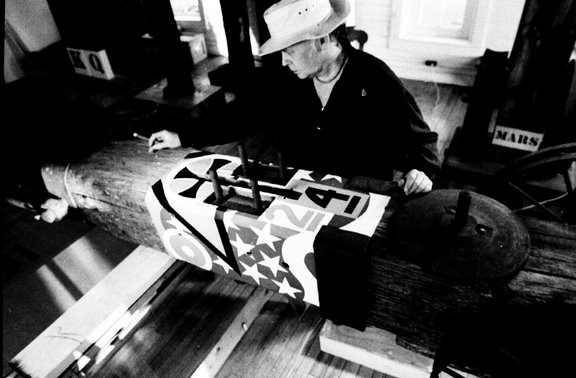
制作中のロバート・インディアナ

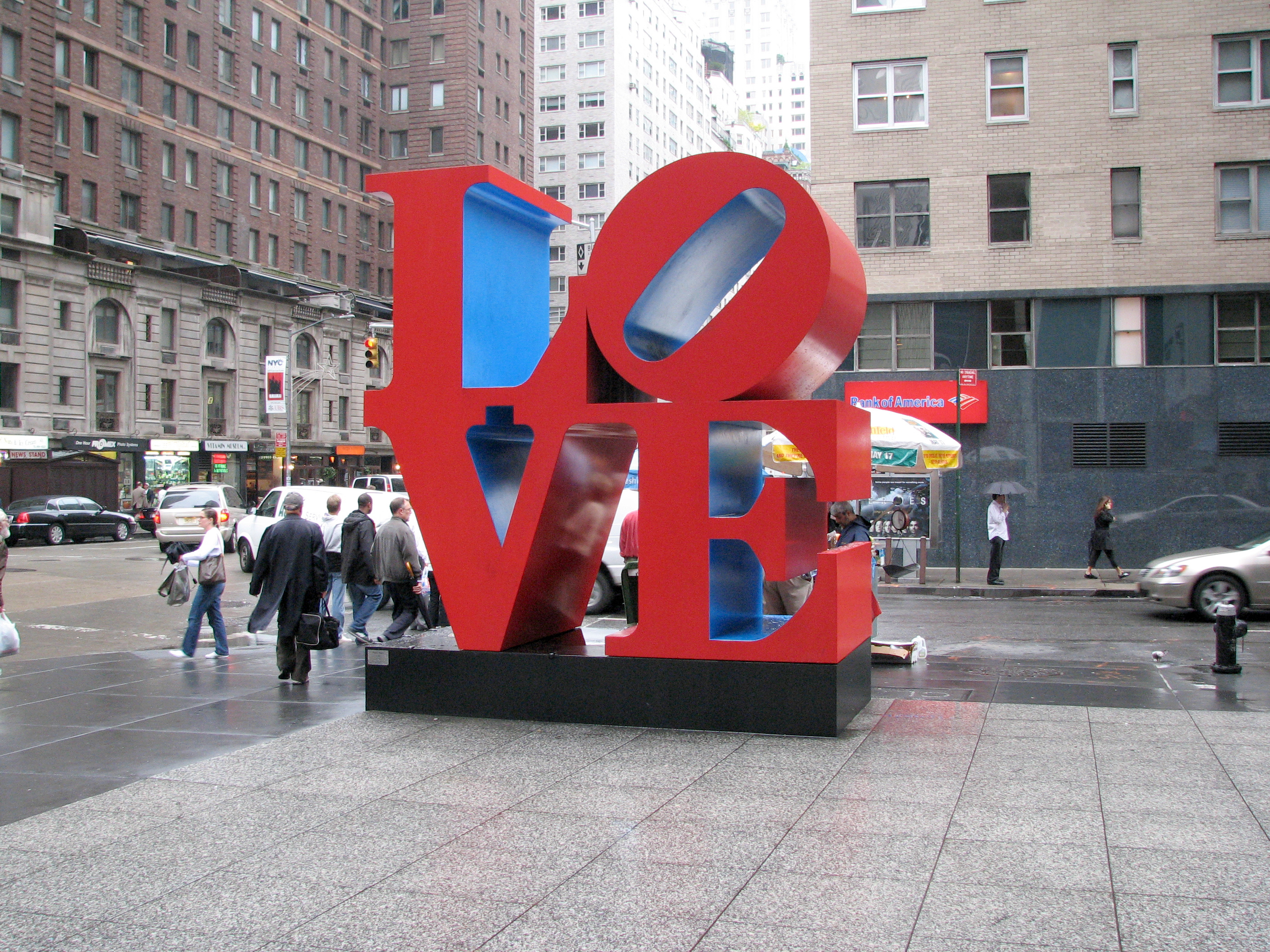
ニューヨークの6番街55丁目の彫刻作品『LOVE』 - アメリカ・ニューヨーク州

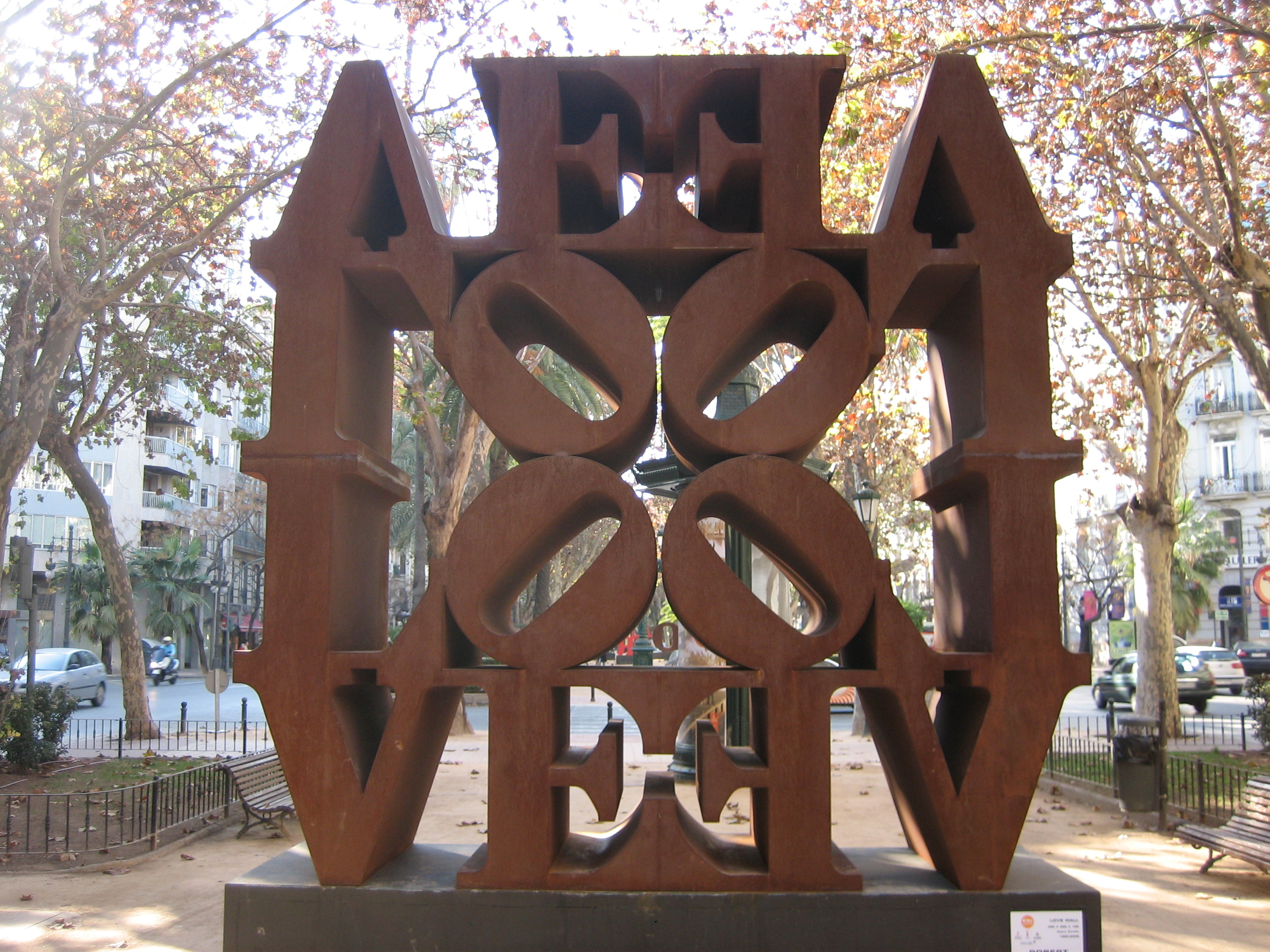
『Por amor al arte』 - スペイン・バレンシア

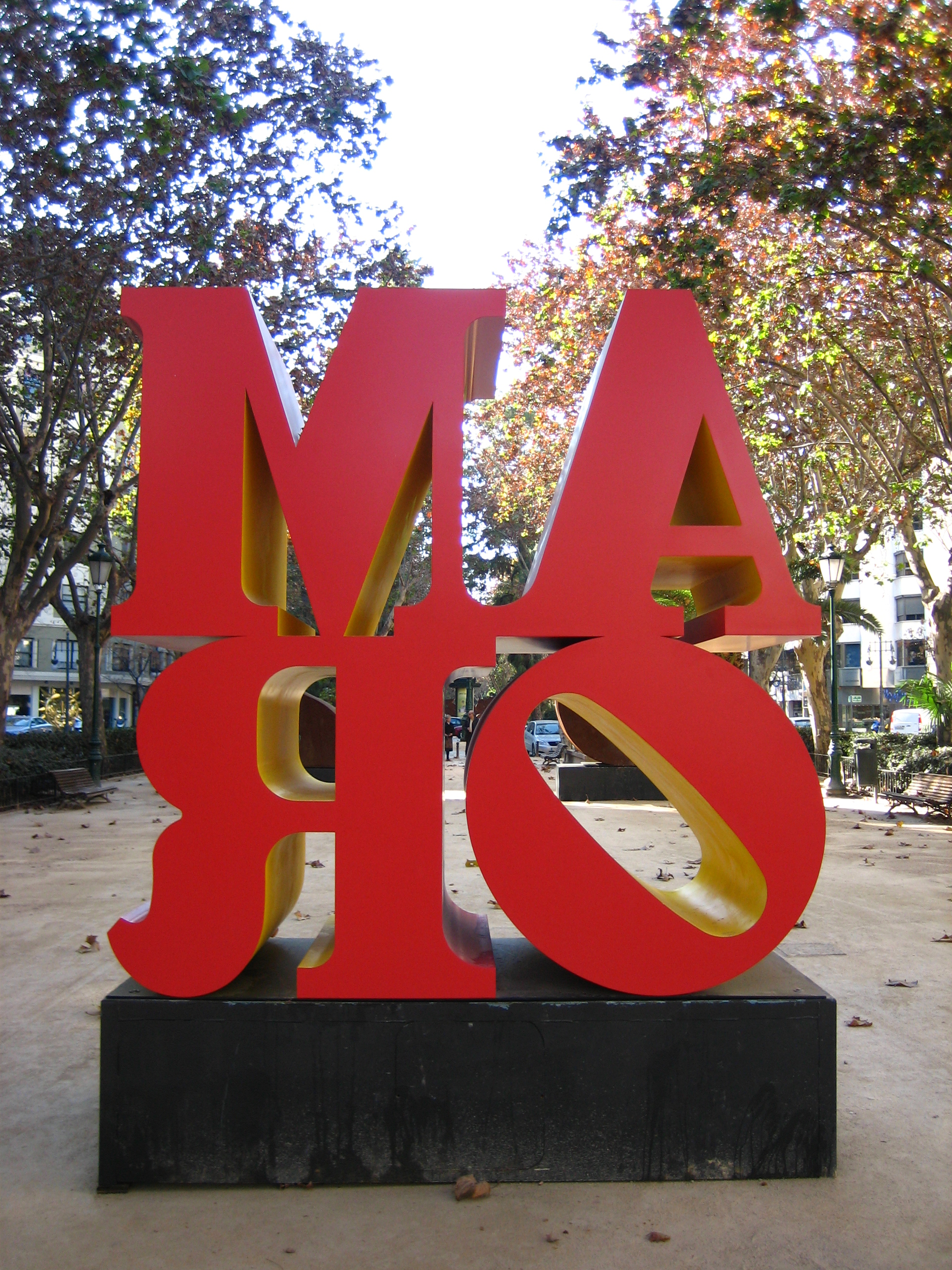
『Por amor al arte』、スペイン語の『AMOR』 - スペイン・バレンシア

ロバート・インディアナ（Robert Indiana, 本名：ロバート・クラーク (Robert Clark)、1928年9月13日 - 2018年5月19日）は、アメリカ合衆国の現代美術家・舞台美術家・コスチュームデザイナー。
ポップアートの作家のひとりであり彫刻作品などで名高い。

## 経歴
インディアナ州インディアナポリスの北東70kmにある小都市ニューカッスルに生まれる。1945年よりシカゴ美術館附属美術大学やエジンバラ芸術大学・ロンドン大学に学んだのち、1954年にニューヨークのローワー・マンハッタンにある芸術家街へ転居し、アグネス・マーチンやエルスワース・ケリーらと知り合った。出身州から取った「インディアナ」という名前はこのころから使用している。
1950年代末からのポップアート運動に関わった彼は、実存主義を交えたアプローチで広告サインなどの商業芸術を思わせる独特のドローイングを描いたが、やがて彼が「彫刻的ポエム」と呼ぶ立体作品群へと移っていった。このころ、友人アンディ・ウォーホルの実験映画『Eat』（1964年）に主演し、45分にわたり延々マッシュルームを食べる姿が捉えられている。
彼の絵画作品は、数字・多角形・単語など、太い線で書かれたはっきりとして単純なイメージが組み合わされたものが多い。これら、広告のグラフィックデザインを思わせる作品はステンシルを使って作られている。もっとも知られたものは、「EAT」「HUG」そして「LOVE」など人間の生の基本的な行為の単語をもちいたものであり、特に「LOVE」の文字を使った作品は絵画や版画、彫刻などの形で、様々な色の組み合わせを使って繰り返し制作され、世界各地の街角にパブリックアートとして設置されている。スペイン語・ヘブライ語などに訳された「LOVE」の彫刻も制作している。また彼の絵画作品には、ウォルト・ホイットマンらアメリカの代表的な詩人の作品を取り上げるなど、アメリカらしさのテーマも頻出する。
彼は舞台美術や衣装などのデザインも手掛けている。1976年にサンタフェ・オペラが公演した、スーザン・B・アンソニーの生涯に基づくヴァージル・トムソン作のオペラ『われらすべての母』（The Mother of Us All）が代表的なものである。ミルウォーキー・バックスのかつての本拠地メッカ・アリーナ（現USセルラー・アリーナ）のバスケット・コートにも、ミルウォーキーの頭文字をとった虹色の大きな「M」の文字をコートの半分ずつに描いている。
その他の作品には、アメリカの画家マースデン・ハートレー (Marsden Hartley) の描いた、第一次世界大戦で死んだドイツ兵をテーマにした作品にオマージュをささげた連作『ハートレー・エレジーズ』 (The Hartley Elegies) 、2001年9月11日のアメリカ同時多発テロ事件後に描かれた連作『ピース・ペインティングス』 (Peace Paintings) がある。
1978年以降は、メイン州の小島ヴァイナルヘイヴン (Vinalhaven) に居住し制作活動を行っていた。2018年5月19日、呼吸器不全のためメイン州の自宅で死去。

## LOVE

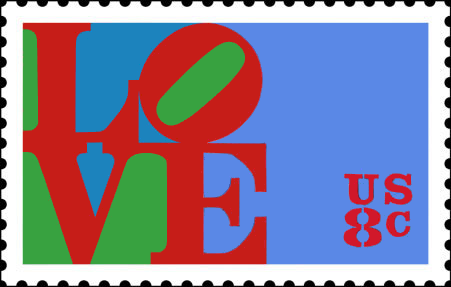
アメリカ合衆国の1973年の切手に「LOVE」のデザインが起用された

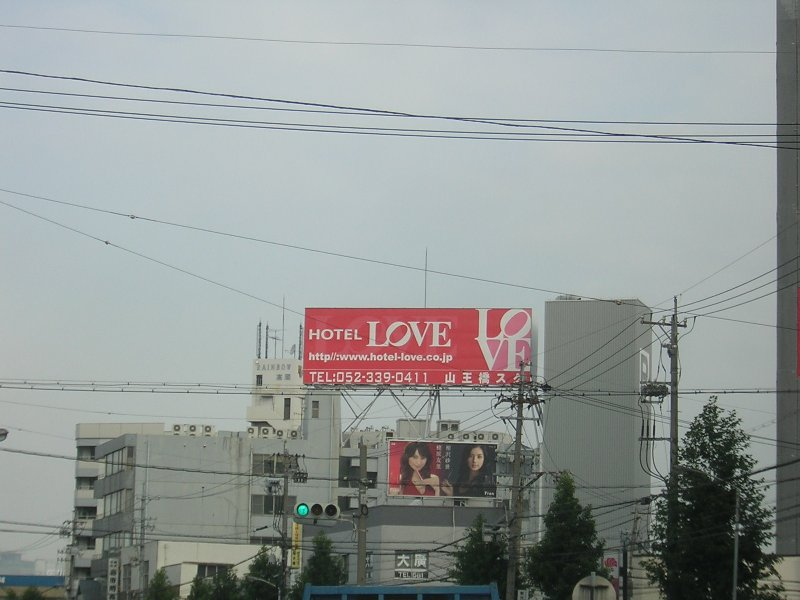
非公式の使用例（広告看板） - 日本・愛知県

彼の作品の中でもっとも知られたイメージは大文字の「LOVE」であり、正方形の中に四つの文字が納められ「O」の字が右へ傾いている。このデザインは絵画や版画、彫刻と様々に活用されているがすべて同じ比率・同じ字体のデザインになっている。
彼は子供時代に通っていた教会の「神は愛なり」のサインに影響を受け、1960年代前半から繰り返しこのフレーズの派生形を用いてきた。1964年、クリスマスカードではじめて「LOVE」が登場。1965年、この4文字を使った作品を数多く制作。1965年、ニューヨーク近代美術館のクリスマスカードのデザインに採用され大成功をおさめた。1970年、インディアナポリス美術館に12フィートの大きさの「LOVE」彫刻を制作。1973年、アメリカの切手デザインに採用された。現在ではアメリカの主だった大都市や美術館にこの彫刻は置かれ、アメリカ国外でもスペイン、カナダ、シンガポール、台湾（台北101）、日本（新宿アイランドタワー）に設置されている。
彼はこの人気あるイメージの著作権をとっていないため非公式に複製されることを阻むことができないが、これはかつて彼が自分の使う言葉やイメージは「精神に固く結び付けられているもの」として著作権主張や作品へのサイン入れなどを拒み、複製の法的保護に反対していたことからきている。このため「LOVE」のイメージは世界中で何度も複製・模倣およびパロディの対象となっており、多くのポスターやグッズが公式・非公式問わず流通しているほか、エリック・シーガルの小説『ラブ・ストーリイ』（Love Story, 『ある愛の詩』の題名で映画化）の装丁、レイジ・アゲインスト・ザ・マシーンのアルバム『レネゲイズ』 (Renegades) のジャケットなどに影響を与え、多くのデザイナーや美術家が異なった単語を使ったパロディ作品を作っている。またスケートボーディングの世界でも雑誌やビデオにこのデザインが頻繁に登場する。特にフィラデルフィアの公園にある「LOVE」のパブリックアートでのスケートボーディングが禁止された後、これに反対するために「LOVE」のエンブレムが多く使われた。また、日本国内ではラブホテルの広告看板に使用している事例がある。